# Уокалла (округ)
Уока́лла (англ. Wakulla county) — округ штата Флорида Соединённых Штатов Америки. На 2000 год в нем проживало 22 863 человека. По оценке бюро переписи населения США в 2008 году население округа составляло 31 089 человек. Окружным центром является город Крофордвилл.

## История
Округ Уокалла был сформирован в 1843 году из округа Лион. Точное происхождение названия неизвестно. По одной из версий, своё название округ получил от слова на языке индейцев тимукуа. Вполне возможно, что оно содержит слово «кала», означающего «источник воды» в некоторых индейских языках.
В книге Глории Джаноды The Other Florida она описывает ужасную бедность округа в период 1900—1966 год, когда в округе даже не было своего врача, а местная газета выходила раз в месяц и только с помощью мимеографа. Ныне в округе расположены офисы нескольких врачей, супермаркеты, гольф-курорт, а также развита торговля морепродуктами.